# Lexington, Mississippi
Lexington är administrativ huvudort i Holmes County i delstaten Mississippi. Enligt 2020 års folkräkning hade Lexington 1 602 invånare.